# Hydropsyche iberomaroccana
Hydropsyche iberomaroccana là một loài Trichoptera trong họ Hydropsychidae. Chúng phân bố ở miền Cổ bắc.